# Panava inflata
Panava inflata är en tvåvingeart som beskrevs av Carroll William Dodge 1968. Panava inflata ingår i släktet Panava och familjen köttflugor.
Artens utbredningsområde är Panama. Inga underarter finns listade i Catalogue of Life.